# Astiphromma unicolor
Astiphromma unicolor là một loài tò vò trong họ Ichneumonidae.